# Electronic Industries Alliance
Electronic Industries Alliance (EIA), en español: Alianza de Industrias Electrónicas, conocida como Electronic Industries Association hasta 1997, es una organización formada por la asociación de las compañías electrónicas y de alta tecnología de los Estados Unidos, cuya misión es promover el desarrollo de mercado y la competitividad de la industria de alta tecnología de los Estados Unidos con esfuerzos locales e internacionales de la política. 
La EIA tiene establecida su central en Arlington, Virginia. Abarca a casi 1300 compañías del sector, y cuyos productos y servicios abarcan desde los componentes electrónicos más pequeños hasta los sistemas más complejos usados para la defensa, el sector espacial y la industria, incluyendo la gama completa de los productos electrónicos de consumo.